# Księżniczka łabędzi II: Tajemnica zamku
Księżniczka łabędzi II: Tajemnica zamku (ang. The Swan Princess and the Secret of the Castle) – amerykański film animowany z 1997 roku. Kontynuacja filmu Księżniczka łabędzi o przygodach księżniczki Odetty i księcia Dereka.

## Fabuła
Po roku szczęśliwego małżeństwa Odetty i Dereka nad ich spokojną krainą zawisło wielkie niebezpieczeństwo. Clavius, dawny pomocnik złego czarownika Rothbarta, postanawia zdobyć magiczną kulę, skupiającą w sobie potężną moc Zakazanych Czarów. Posiadając ją stałby się władcą całej krainy. Magiczna kula spoczywa ukryta w lochach zamku nad Jeziorem Łabędzim. Kiedy próba zgładzenia Dereka nie udaje się, Klawiusz porywa jego matkę, królową Ubertę, by wywabić młodego księcia z zamku. Pod jego nieobecność grozi i porywa Odettę. Jednak stara wiedźma i sympatyczne zwierzątka: żółw Szybki, żaba Jean-Bob i maskonur Puffin chowają kulę. Zdążający na ratunek matce książę Derek wpada w zastawioną pułapkę. Uwięziona w zamkowej wieży Odetta nakazuje wiedźmie, aby ta zamieniła ją w łabędzia i wylatuje przez okno, choć jest to bardzo ryzykowne, ponieważ jeśli nie uda się pokonać Klawiusza pozostanie łabędziem już na zawsze.

## Obsada
- Michelle Nicastro – Odette
- Douglas Sills – Derek
- Jake Williamson – Klawiusz
- Christy Landers – Uberta
- Donald Sage MacKay – Jean-Bob
- Doug Stone – Szybki
- Steve Vinovich – Puffin
- Joseph Medrano – Lord Rogers
- Joey Camen – Graba
- Rosie Mann – Bridget
- Joel McKinnon Miller – Bromley
- James Arrington – szambelan

## Wersja polska

### Wersja kinowa
Opracowanie wersji polskiej: Master Film

Reżyseria: Miriam Aleksandrowicz

Dialogi: Stanisława Dziedziczak

Teksty piosenek: 
- Andrzej Brzeski,
- Ryszard Skalski

Kierownictwo muzyczne: Eugeniusz Majchrzak

Dźwięk: Ewa Kwapińska

Montaż: Krzysztof Podolski

Kierownictwo produkcji: Agnieszka Wiśniowska

Wystąpili:
- Olga Bończyk – Odetta
- Jacek Bończyk – Derek
- Mikołaj Müller – Klawiusz (dialogi)
- Ryszard Rynkowski – Klawiusz (śpiew)
- Maria Winiarska – Uberta
- Mieczysław Morański – Jean-Bob
- Dariusz Odija – Szybki
- Wojciech Paszkowski – Puffin
- Andrzej Gawroński – Lord Rogers
- Jacek Czyż – Graba
- Joanna Wizmur – Bridget
- Tomasz Jarosz – Bromley
- Krzysztof Zakrzewski – Szambelan

### Wersja telewizyjna
Opracowanie wersji polskiej: Telewizyjne Studia Dźwięku – Warszawa 

Reżyseria: Dorota Kawęcka

Dialogi: Dorota Dziadkiewicz-Brewińska

Wystąpili:
- Katarzyna Łaska − Odetta
- Marcin Przybylski − Derek
- Tomasz Steciuk − Klawiusz
- Izabela Dąbrowska − Uberta
- Wojciech Paszkowski − Jean-Bob
- Paweł Szczesny − Szybki
- Jarosław Boberek − Puffin
- Tomasz Steciuk − Jean-Bob
- Ryszard Nawrocki − Lord Rogers
- Joanna Jędryka – Bridget

## Soundtrack
- „The Magic of Love”
- „That’s What You Do For a Friend”
- „You Gotta Love It”
- „No Fear (rap)”